# Степановка (Орехово-Зуевский район)
Степановка — деревня в Орехово-Зуевском муниципальном районе Московской области. Входит в состав сельского поселения Ильинское. Население — 253 чел. (2010).

## Расположение
Деревня Степановка расположена в юго-западной части Орехово-Зуевского района, примерно в 29 км к югу от города Орехово-Зуево. По северо-восточной окраине деревни протекает река Вольная. Высота над уровнем моря 135 м.
Ближайшие населённые пункты — деревня Авсюнино (3 км), деревня Абрамовка (4 км), село Богородское (3 км). В 5 км от деревни расположена ж/д станция «Авсюнино» Казанского направления МЖД.
Деревня входит в границы исторической старообрядческой местности Гуслицы. 

## История
Деревня Степановка образовалась в начале XVII века вследствие слияния двух деревень Гуслиц — Ульянино и Незденово, первая из которых носила имя второй жены Ивана Калиты Ульяны. По другим данным, это произошло только в XVIII веке, когда волостью Гуслица владел родственник первой жены Петра I, Евдокии Лопухиной, Степан Лопухин. В деревне он построил ныне несохранившуюся церковь в память о своих двух сыновьях, утонувших в реке Гуслице.
В Степановке, как и во всём Гуслицком крае, были раскинуты хмелевые плантации. До 1914 года в Степановке было 130 хмелеводов.
В начале XIX века в Степановке был основан Молитвенный Дом, представлявший из себя деревянную церковь неокружнической общины. Являлся старообрядческой церковью Белокриницкого согласия. Молитвенный Дом был закрыт в конце 1930-х гг., а позже разобран.
В 1899 г. в приходе Воскресенского храма села Ильинский Погост в Степановке была открыта школа грамоты. В 1909 г. в ней обучались 30 человек.
В начале XX века в деревне Степановка имелся небольшой завод по выделке сыромятных кож. 
В 1926 году были село и деревня Степановка, входящие в Степановский сельсовет Ильинской волости Егорьевского уезда Московской губернии. Сельсовет находился в селе.
До 2006 года Степановка входила в состав Ильинского сельского округа Орехово-Зуевского района.

## Название
Название деревни происходит от одного из владельцев волости Гуслица — Степана Лопухина.

## Историко-краеведческий музей

Мемориальный парк

В деревне Степановка в 1987 году был открыт историко-краеведческий музей, расположенный в Степановской начальной школе, уроженкой деревни, почетным гражданином Орехово-Зуевского района, Устиньей Григорьевной Андреяновой. В музее находится экспозиция, посвящённая истории деревни, представлены уникальные экспонаты одежды, посуды и другой хозяйственной утвари старообрядцев, а в одной из комнат воссоздан интерьер старообрядческой избы. Само здание деревянной сельской школы, построенное в 1923 году, тоже представляет интерес.
Возле школы к 40-летию победы в Великой Отечественной войне был разбит мемориальный парк, в котором посажены 186 голубых елей, в память о не вернувшихся с фронта жителях деревни. Здесь же расположен монумент-памятник землякам, погибшим в годы Великой Отечественной войны, а также большой, в два человеческих роста, старообрядческий восьмиконечный крест. Памятник в Степановке — единственный военный мемориал со старообрядческой символикой. 
Летом 1992 года в мемориальном парке была устроена звонница.

## Население
В 1926 году в селе проживало 1239 человек (553 мужчины, 686 женщин), насчитывалось 263 хозяйства, из которых 165 было крестьянских; в деревне проживало 402 человека (177 мужчин, 225 женщин), насчитывалось 82 хозяйства, из которых 50 было крестьянских. По переписи 2002 года — 296 человек (129 мужчин, 167 женщин).
| 1926 | 2002 | 2006 | 2010 |
| ---- | ---- | ---- | ---- |
| 1641 | ↘296 | ↘259 | ↘253 |